# Paasvesi
Paasvesi är en sjö i Finland. Den ligger kommunerna Suonenjoki, Pieksämäki och Leppävirta i Norra Savolax och Södra Savolax i den centrala delen av landet, 290 km nordost om huvudstaden Helsingfors. Paasvesi ligger 98 meter över havet.